# Autillo de Campos
Autillo de Campos es un municipio y localidad española de la provincia de Palencia, en la comunidad autónoma de Castilla y León.

## Geografía
Situado en terreno pantanoso a la margen izquierda del río Valdeginate, que inunda sus praderas en tiempo de lluvias. Confina por el sur con Abarca, a 4 km, y Villarramiel, 7 km;por el norte con Frechilla, situada a 6 km; por el oeste con Guaza de Campos, a 12 km; y por el este con Fuentes de Nava, a 3 km, en una llanura larga y estrecha por donde discurre el canal de Campos, ramal del canal de Castilla.

### Medio natural
Autillo de Campos, se trata de un pequeño pueblo localizado en el llano de la comarca natural de Campos-La Nava, al oeste de la provincia de Palencia, y con el río Valdeginate como límite NW. El núcleo se encuentra a poca distancia al oeste de la carretera entre Frechilla y Villarramiel, y también muy cercano por el norte a la que desde esta última lleva a Fuentes de Nava. Sin embargo ninguna de estas pasa por el núcleo, y por ello, tres carreteras de tercer nivel comunican el núcleo con ellas.
El término municipal está integrado dentro de la Zona de especial protección para las aves denominada La Nava - Campos Norte perteneciente a la Red Natura 2000.

## Historia
El primer Señor de Autillo fue Gonzalo Rodríguez Girón (c. 1160-1234), también conocido como Gonzalo Ruiz Girón, hijo primogénito de Rodrigo Gutiérrez Girón y su primera esposa María de Guzmán. Fue uno de los más leales colaboradores del rey Alfonso VIII de Castilla, siendo su mayordomo desde 1198 hasta la muerte del monarca en 1214. Junto con sus hermanos Rodrigo, Pedro, Nuño, y Álvaro, participó en la Batalla de Las Navas de Tolosa que se libró el 16 de julio de 1212.
A la caída del Antiguo Régimen la localidad se constituye en municipio constitucional en el partido de Frechilla. En el censo de 1842 contaba con 152 hogares y 791 vecinos.
El topónimo de Autillo parece proceder del diminutivo del adjetivo latino altum, pues en la documentación de Fernando III de 1221 se le citaba exactamente como “Autiello”, como lugar del altillo.
Era Autillo villa de Señorío en el siglo XIII del famoso Gonzalo Ruiz Girón, gran defensor y mayordomo de la reina doña Berenguela ante los ataques de Alvar Núñez de Lara, a la sazón tutor de su hermano el rey Enrique I que se refugiaba en esta villa palentina de Campos. Pero Autillo ha pasado a la gran historia de España al producirse aquí la proclamación del rey Fernando III como rey de Castilla el 14 de junio de 1217, paso previo a su coronación oficial en Valladolid. La unificación de los reinos de Castilla y de León se produjo en la persona de este rey cuando heredó el reino de León tras la muerte de su padre, Alfonso IX, en el año 1230.
Como recuerdo de este hecho existía una inscripción que así lo relataba en la desaparecida ermita del Castillo, ubicada en la calle del mismo nombre, que desapareció junto con su ermita en el siglo XIX. De esta ermita se rescató a la Virgen del Castillo, patrona del lugar, y se trasladó a su actual capilla en la iglesia de Santa Eufemia. Existe tradición oral de que ante ella oró el príncipe Fernando, futuro rey de Castilla.

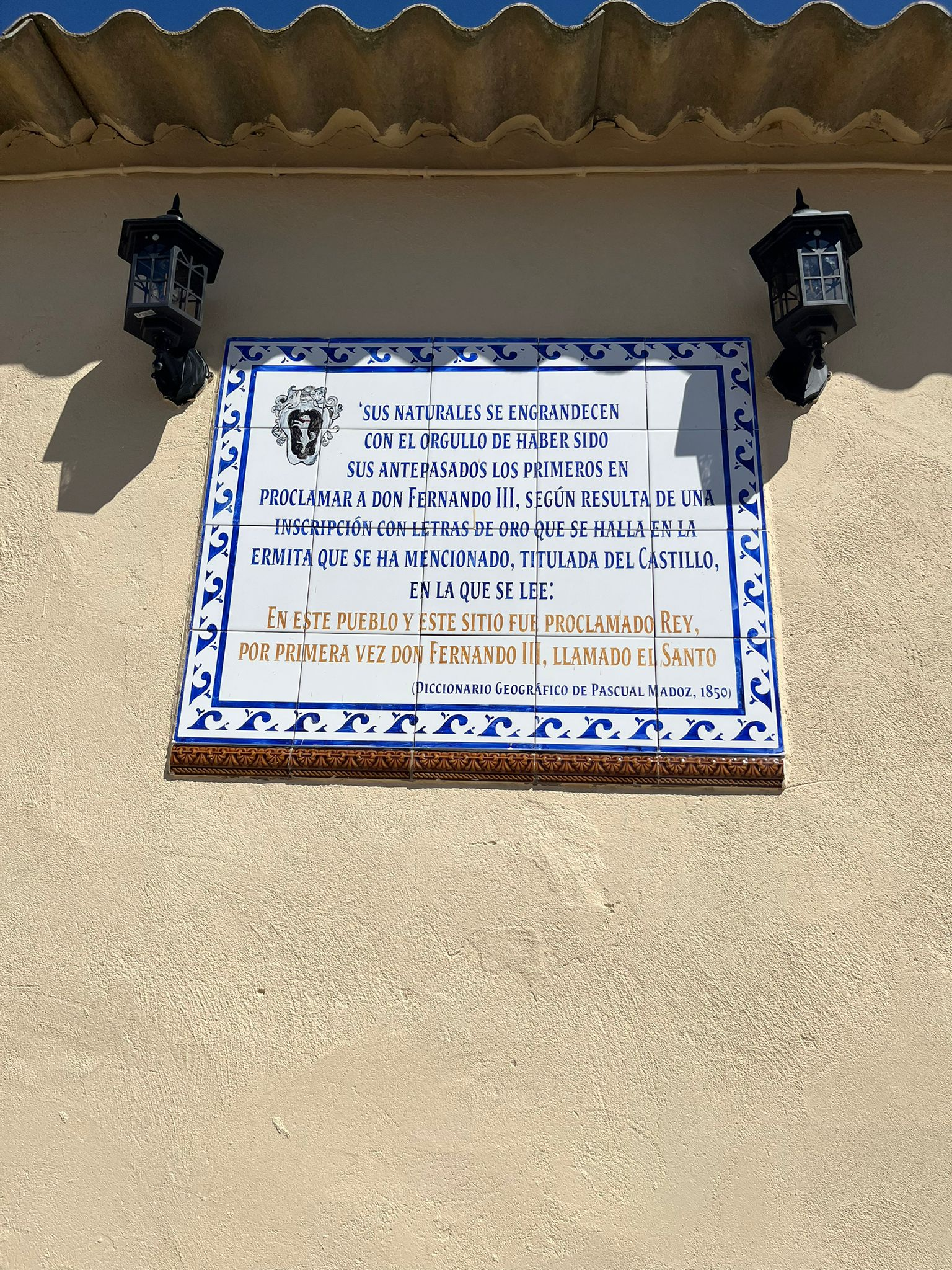
Placa que señala el lugar donde estaba la ermita que estuvo hasta 1850 y sirvió de recuerdo del lugar exacto de la coronación, en la calle del Castillo

Adjuntamos el fragmento de la Crónica General de Alfonso X el Sabio donde se narran los importantes acontecimientos históricos que se produjeron en Autillo de Campos en 1217.
La iglesia parroquial de Autillo de Campos, que está dedicada a Santa Eufemia, se construyó en la segunda mitad del siglo XVI, apareciendo sobre su crucero la fecha de 1598, acaso cuando se terminaron sus obras.
Levantada en piedra y ladrillo, dispone en su interior de una gran nave con pilastras adosadas a los muros; las bóvedas son de medio cañón con lunetas, el crucero se cubre con cúpula relajada; la fachada del templo es neoclásica de finales del siglo XVIII con una escultura de la patrona Santa Eufemia; sobre la puerta, torre exenta en el lado del Evangelio, de ladrillo y de fines del siglo XVI.
Entre otras muchas cosas interesantes de esta iglesia se ha de destacar: en el lado del Evangelio, pila del siglo XVI, tres retablos barrocos y un púlpito también barroco.
En el presbiterio, gran retablo mayor de Pedro Bahamonde de 1732 con diversas esculturas. En el lado de la Epístola, una pintura del Crucificado de fines del siglo XVI una buena escultura de San Antonio de Padua, de mediados del siglo XVIII; una gran tabla de predicación del Bautista ante Herodes, relacionada con el maestro de Becerril y una pintura de la Transfiguración del Señor, copia de Rafael, de fines del siglo XVI.
En el coro, relieve de los doce apóstoles, y en la sacristía, tabla del Entierro de Cristo, pintura de la Inmaculada, de mediados del siglo XVII; cuenta también con un buen órgano barroco restaurado recientemente.
A mediados del siglo XIX, Autillo contaba con 790 habitantes, en 1900 con 687, en 1930 con 520, en 1960 con 448 y en 2006 con 180.

## Demografía
Cuenta con una población de 130 habitantes (INE 2024).
| Gráfica de evolución demográfica de Autillo de Campos entre 1842 y 2021                                               |
| |
| Población de derecho según los censos de población del INE. Población de hecho según los censos de población del INE. |

## Comunicaciones
Circunvala la localidad las carreteras autonómicas P-942 y P-933, accediendo al núcleo urbano por la carretera provincial PP-9221 que comunica ambas.

## Patrimonio

### Iglesia de Santa Eufemia

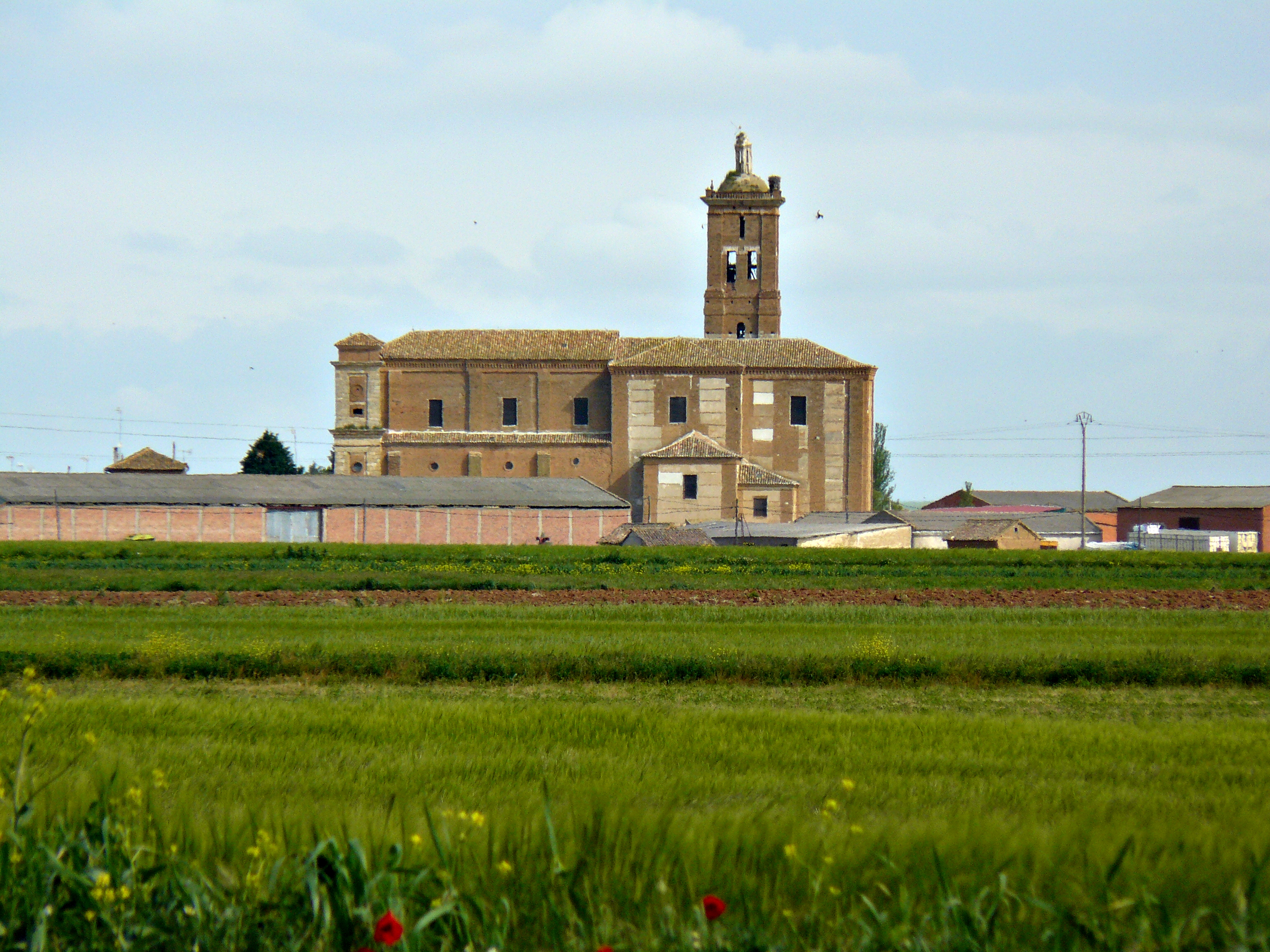
Iglesia de Autillo de Campos, vista desde el canal de Castilla

Se construyó en la segunda mitad del siglo XVI, apareciendo sobre su crucero la fecha de 1598, acaso cuando se terminaron sus obras. Levantada en piedra y ladrillo, dispone en su interior de una gran nave con pilastras adosadas a los muros; las bóvedas son de medio cañón con lunetas, el crucero se cubre con cúpula relajada; la fachada del templo es neoclásica de finales del siglo XVIII con una escultura de la patrona Santa Eufemia; sobre la puerta, torre exenta en el lado del evangelio, de ladrillo y de fines del siglo XVI.
Entre otras muchas cosas interesantes de esta iglesia, se ha de destacar: en el lado del Evangelio, pila del siglo XVI, tres retablos barrocos y un púlpito también barroco.
En el presbiterio, gran retablo mayor de Pedro Bahamonde de 1732 con diversas esculturas. En el lado de la epístola, una pintura del Crucificado de fines del siglo XVI una buena escultura de San Antonio de Padua, de mediados del siglo XVIII; una gran tabla de predicación del Bautista ante Herodes, relacionada con el maestro de Becerril y una pintura de la Transfiguración del Señor, copia de Rafael, de fines del siglo XVI.
En el coro, relieve de los doce apóstoles, y en la sacristía, tabla del entierro de Cristo, pintura de la Inmaculada, de mediados del siglo XVII; cuenta también con un buen órgano barroco restaurado recientemente.

### Monumentos civiles
Puentes de época clasicista sobre el río Valdeginate cuya construcción se terminó en 1781 por maestros canteros trasmeranos en época del reinado ilustrado de Carlos III: El Puente de Carrenava o Carreranava, construido enteramente de piedra y el Puente de la Ermita o del Humilladero con fábrica de piedra y ladrillo.

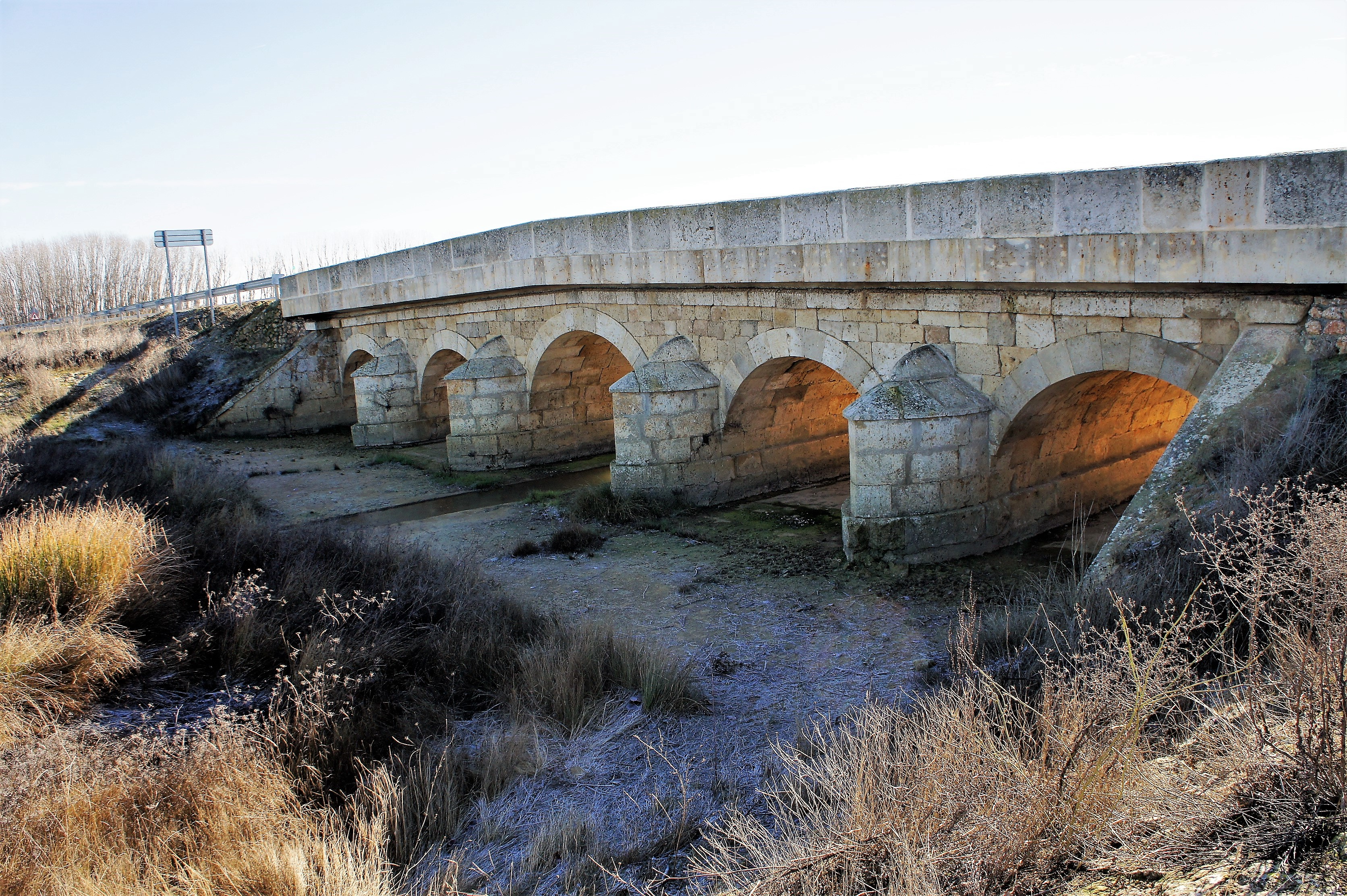
Puente de Carrenava

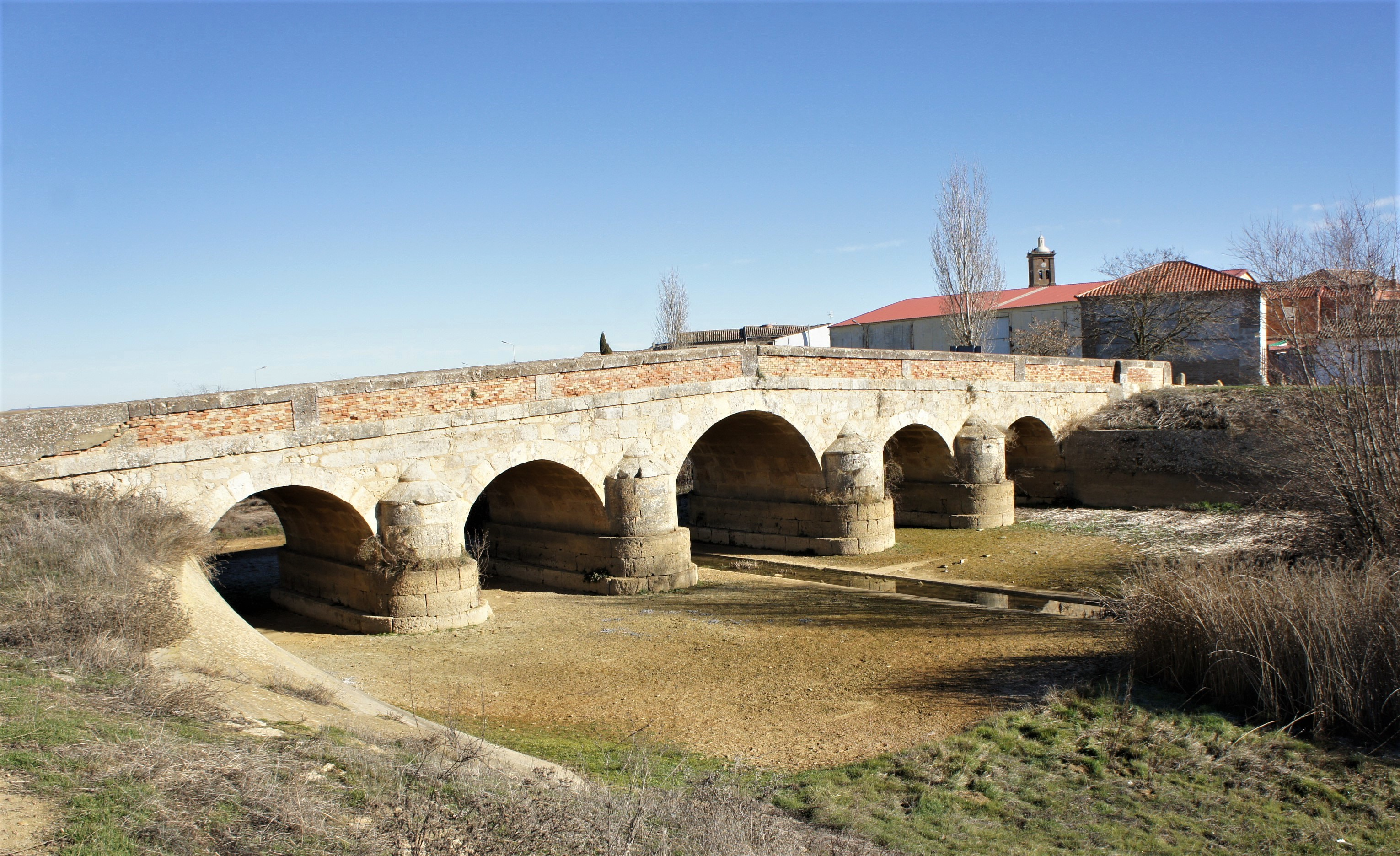
Puente de la Ermita